# Jacques Joseph Duguet
Pour les articles homonymes, voir Duguet.
Jacques Joseph Duguet est un théologien considéré comme l'un des plus éminents écrivains moralistes français. 
Il est né à Montbrison le 4 décembre 1649, et mort à Paris le 25 octobre 1733.

## Biographie
Jacques Joseph Duguet était entré en 1667 dans la congrégation de l'Oratoire. Ordonné prêtre en 1677, il est d'abord professeur de théologie au séminaire Saint-Magloire, puis éloigné à Strasbourg en 1682 en raison de ses opinions jansénistes. Il refuse de signer le Formulaire et quitte l'Oratoire en 1685. 
Il se rendit alors clandestinement à Bruxelles près d'Antoine Arnauld et de Pasquier Quesnel. En 1690, revenu à la vie publique, il prend ses distances avec les jansénistes les plus extrêmes. À partir de 1712, il écrit sur la question de la conversion des juifs au christianisme, qui serait le signe prophétique de la rédemption prochaine de l'Église qu'il estimait alors corrompue. C'est un thème que l'on retrouvera chez les figuristes des XVIIIe et XIXe siècles.
Retiré en Savoie, il y écrivit une Institution d'un prince, traité politique à l'intention du duc héritier, qui ne fut publié qu'après sa mort, en 1739. Hostile aux Nouvelles Ecclésiastiques et aux convulsions, il poursuivit son éloignement des formes les plus extrêmes du jansénisme. 
En 1764, a été publié L'Esprit de Duguet ou Précis de la morale chrétienne.

## Principaux ouvrages
- Traité sur les devoirs d'un évêque, 1710.
- Traité des scrupules, 1717.
- Lettres sur divers sujets de morale et de piété, 1718.
- Conduite d'une dame chrétienne pour vivre saintement dans le monde (lire en ligne la 3e édition, Paris, Jacques Estienne, 1730).
- Institution d'un prince, ou traité des qualitez, des vertus et des devoirs d'un souverain, soit par rapport au gouvernement temporel de ses États, ou comme chef d'une société chrétienne, qui est nécessairement liée avec la religion, 1739. Mis à l’Index en 1742[2]. Disponible en ligne.
- Conférences ecclésiastiques, 1742.
- Traité de la prière publique
- Explication de l'ouvrage des six jours. Disponible en ligne.
- Explication de la Passion.

## Pour approfondir

### Archives disponibles
- Archives nationales 145 AP Fonds Dubois et Duguet (« État sommaire »(Archive.org • Wikiwix • Archive.is • Google • Que faire ?)).